# Хонт (Словакия)
У этого термина существуют и другие значения, см. Хонт и Гонт (значения)

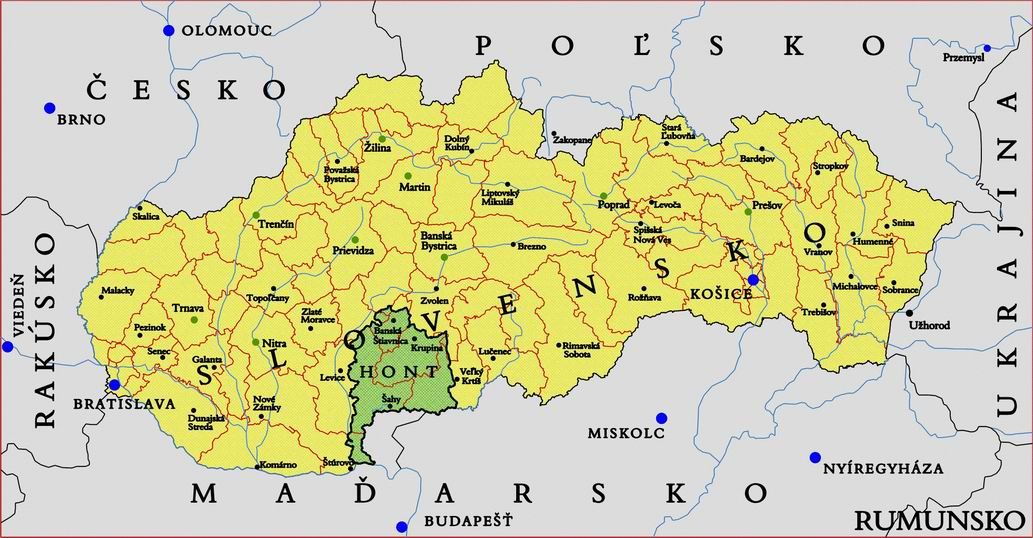
На карте Словакии

Хонтянская жупа, также Северный Гонт (Хонт) (словац. Hont, венг. Hont) — историческая область Словакии в долинах рек Крупиница и Ипель. Включает в себя 3/4 старинного комитата Хонт. С недавних пор в туристической литературе за Северным Хонтом также закрепилось название Поиплие (Poiplie), то есть «Поипелье».
Северный Хонт располагается на территории районов Банска-Штявница, Крупина, отчасти — районов Левице, Нове-Замки и Вельки-Кртиш Словацкой республики.

## История
До середины Х века эти земли входили в состав Нитранского княжества. В конце Х века территорию комитатов Ноград и Хонт заселило мадьярское племя Дьярмат. Комитат Хонт был создан в XI веке, будучи выделен из комитата Ноград (Nógrád). Хонт граничил с комитатами Барш, Зойом, Ноград, Пешт-Пилиш-Шольт-Кишкун и Эстергом. Город Балашшадьярмат вклинивался в комитат Хонт, не входя в его состав. Около 1300 года к Хонту был присоединён Малый Хонт (словац. Malohont, венг. Kishont), сохранивший, однако, особый статус.
Столицами комитата были вначале замок Хонт вместе с Ипельским предместьем, затем не было постоянной столицы, и в конце концов, с начала XIX века столицей стал город Шаги (по-венгерски: Ипольшаг). Издревле Хонт славился своими рудниками, где добывались золото, серебро, железо, медь, цинк, свинец, киноварь, мышьяковый колчедан, сера и горный хрусталь.
В 1552—1685 годах большая часть Хонта пребывала под турецким игом, входя в состав созданного турками Ноградского санджака.
В 1802 году Малый Хонт был присоединён к комитату Гемер-Малохонт (Gemer-Malohont).
После Первой мировой войны, в 1918 году, большая часть Хонта (3/4) отошла к вновь сформированной Чехо-Словакии, составив Хонтянскую жупу (подтверждено Трианонским договором 1920 года). Небольшой кусок к юго-востоку от реки Ипель (1/4 бывшего Хонта) остался за Венгрией. Хонтянская жупа просуществовала до 1922 года. 1 января 1923 г. она вошла в состав Зволенской жупы. В 1928 г. административной деление на жупы было ликвидировано.
В соответствии с Венским арбитражем, большая часть Северного Хонта была возвращена Венгрии. 11 октября 1938 г. над городом Шаги был торжественно поднят венгерский флаг. В 1945 году Северный Хонт снова отошёл к Чехословакии. С 1993 года — в составе Словацкой республики.
Столицей региона последовательно были Гонтьянский Град (с XI века), Предмостье, Крупина, Себехлебы и наконец Шаги. В 1552—1685 гг. весь Южный Хонт и часть Северного с городом Шаги относились к Новоградскому санджаку Османской империи.